# Paul Cabaud
Pour les articles homonymes, voir Cabaud.
Paul Cabaud né le 17 juin 1817 à Gevrier (alors division de Savoie du royaume de Sardaigne) et mort le 6 mars 1895 à Annecy est un peintre français.

## Biographie
Paul Cabaud est né le 17 juin 1817 à Gevrier où son père, originaire du Jura, était venu s'installer pour créer une forge sur les bords du Thiou, qui deviendra plus tard la Société des fonderies et forges de Crans.
Jeune, il fait ses études au collège chapuisien à Annecy. Il se fait remarquer par des dispositions remarquables dans le dessin particulièrement dans les paysages et suit les conseils du peintre architecte Prosper Dunant. Il s'installe à Paris pour étudier à l'école préparatoire des Beaux-Arts puis travaille dans un atelier de lithographie. Vers 1840 à Genève, il se forme au portrait dans l'atelier du peintre Joseph Hornung. Puis il s'installe à Annecy, où il ouvre un cours de dessin et un atelier photographique.
En février 1850, il expose certains de ses portraits à Gênes (Italie) qui lui valent des louanges
.
En 1854, Paul Cabaud obtient un brevet d’imprimeur-lithographe et avec un associé, il ouvre un atelier équipé d’une presse lithographique. Il est aussi professeur de dessin au collège, poste qu’il cumulera, à partir d’avril 1862, avec celui d’enseignant à l’école publique de dessin ouverte par la commune d’Annecy.
En septembre 1860, quand Napoléon III et l'impératrice visitent la Savoie rattachée depuis peu à la France, la municipalité d’Annecy leur offre deux grands tableaux, des vues du lac, signées Cabaud.
En novembre 1862, il épouse Émilie Marie Poireaux (née en 1837), une de ses élèves en dessin. Le peintre alpiniste Gabriel Loppé est son témoin. Émilie sera aussi photographe et, selon le site PortraitSepia, nombre de portraits signés Cabaud seraient en fait l'œuvre de son épouse. Au printemps de la même année, il avait ouvert un nouvel atelier de photographie publique tenu par son épouse.
À cette époque, Paul Cabaud se concentre à la photographie d'extérieur et à la peinture de paysages, exploitant toutes les possibilités autour du lac d'Annecy pour lesquelles il gravit le Semnoz et le Parmelan. Deux grands tableaux de panoramas, longs de 4 et 5 mètres, sont visibles au musée-château d'Annecy. Le paysage lunaire des lapiaz du Parmelan l'inspirent alors particulièrement. Membre de la section d'Annecy du Club alpin français, il est le photographe lors de l'inauguration du chalet refuge du Parmelan.
Parmi ses tableaux les plus connus figurent des levers de soleil sur le Parmelan, le Mont-Blanc, le défilé de Dingy et des bords de rivières. En 1867, il présente Le Petit Lac vu de Talloires à l'Exposition universelle à Paris, lequel fut acheté par l'État français pour être offert à la Ville d'Annecy qui le déposa au musée-château.
Avec sa femme, il eut trois filles, Lucie née en 1866 et morte en bas âge, Noémie née en 1868, douée pour la peinture mais morte du typhus en 1889. Seule sa fille aînée Marguerite née en 1864 atteindra l'âge adulte, elle fut institutrice et mourra à Cran en 1946.
En 1889, la famille s'installe définitivement à Cran où Paul Cabaud fait construire une maison quartier du Pont-Neuf. Au conseil municipal d'Annecy, il représentera la circonscription du Pont-Neuf.
Paul Cabaud meurt le 6 mars 1895 à Annecy, où il est inhumé au cimetière de Loverchy. Son épouse Émilie meurt en 1897.

## Collections publiques
Une centaine de ses œuvres — peintures, dessins, photographies — sont conservées au musée-château d'Annecy, dont le panorama du Parmelan, le panorama du Semnoz et Le Petit Lac vu de Talloires.

Œuvres de Paul Cabaud
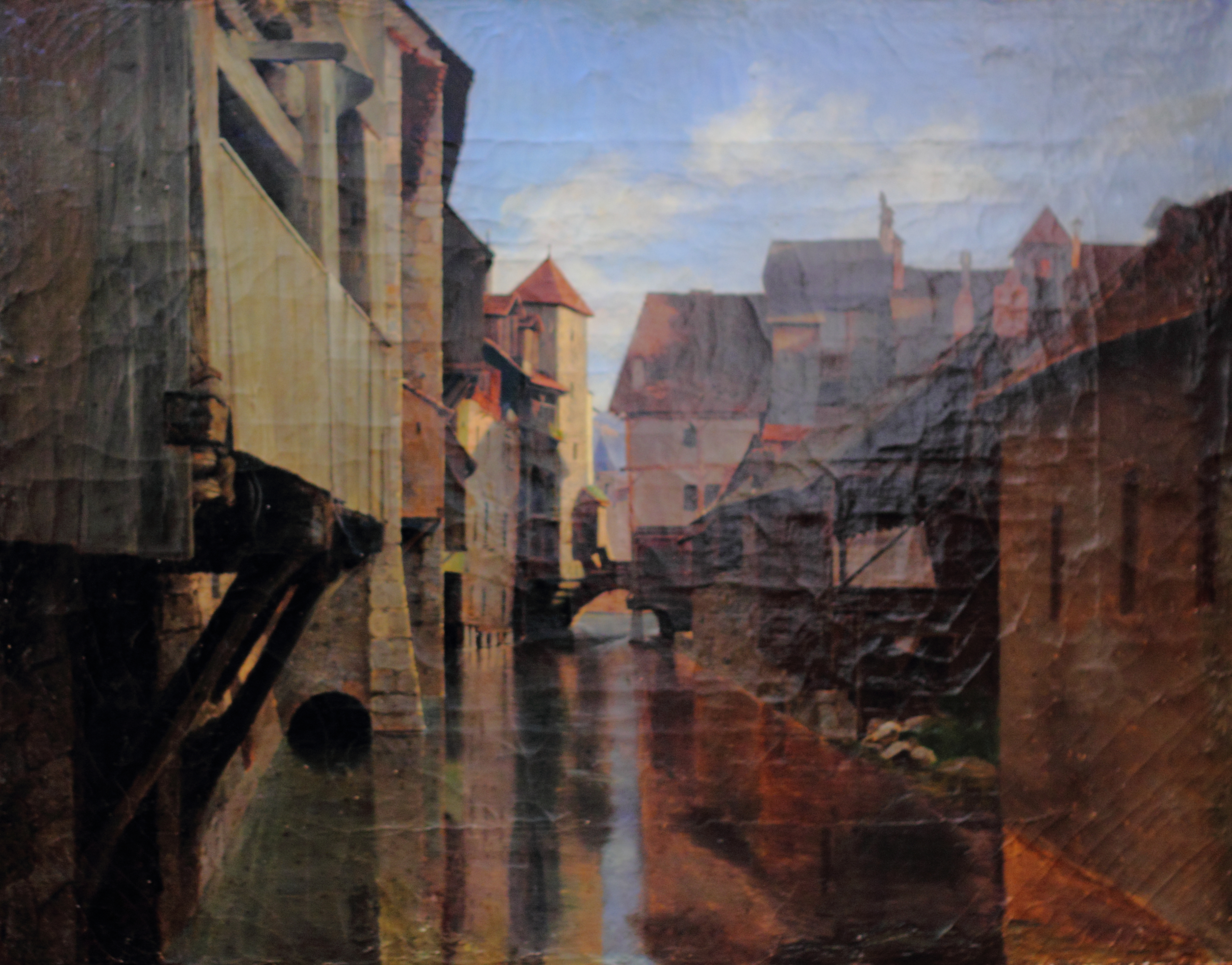
Le Pont Morens et le Château Branlant, musée-château d'Annecy.
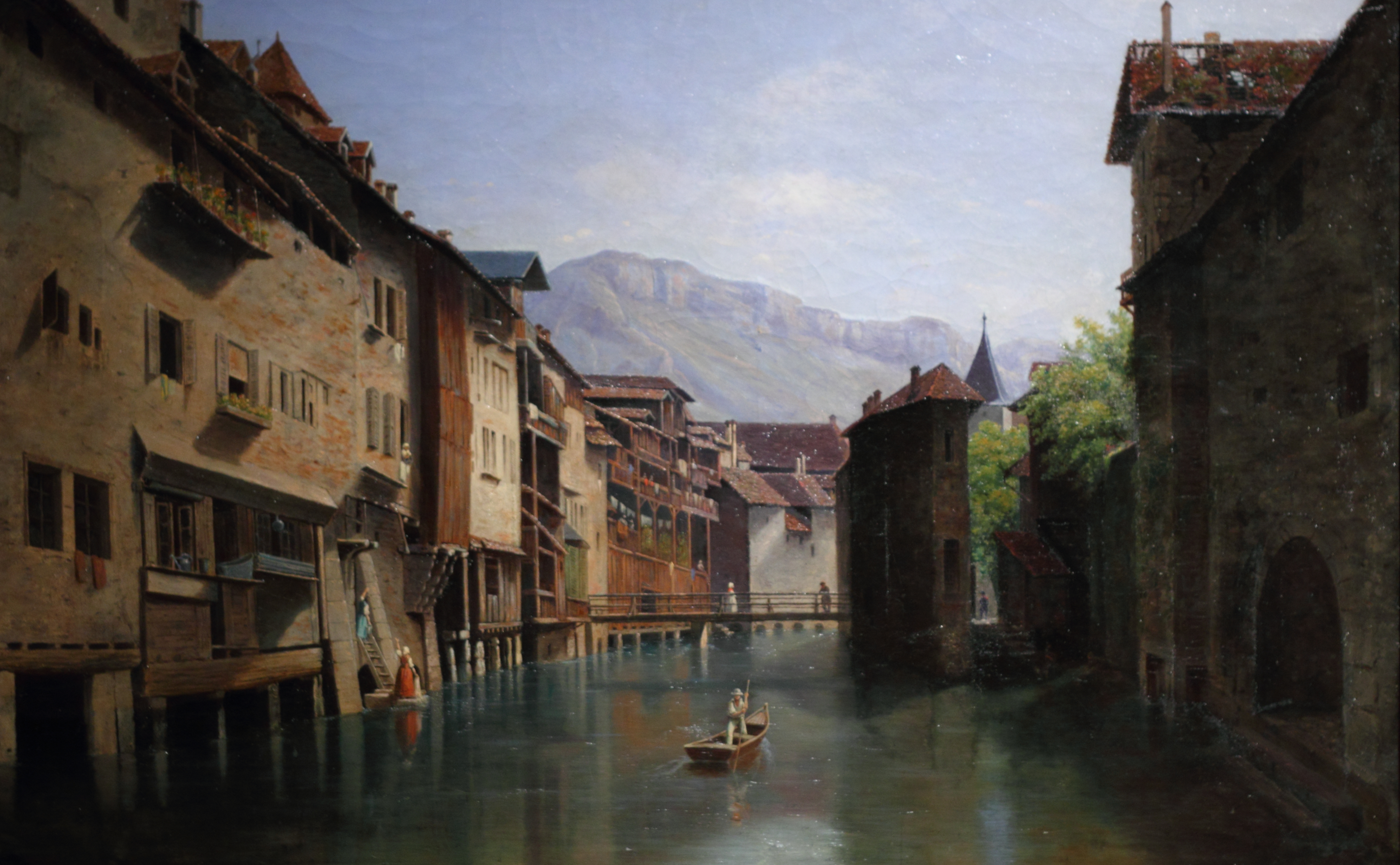
Le Thiou avant la construction des quais de 1854, musée-château d'Annecy.